# Tove
Tove er et pigenavn, der stammer fra olddansk og oldnordisk Tōva eller Tofa, som en kortform af pigenavne, der begyndte med Thor-, såsom Thōrbærgh fra Þórbergr, samt af Thōrwar fra Þórvor. Den gamle form Tofa ses hos
- Tofa Haraldsdatter, gift med Sigurd Kåpa på Bornholm, datter af den Strut-Harald i Skåne, som omtales i Jomsvikingernes saga.[1]
- Tofa, mor til Angantyrs datter Hervor, der i Hervors saga minder sin døde far i gravhøjen om, at hun er "eneste datter af dig og Tofa."[2]

Navnet er aftagende i anvendelse i Danmark, men der er fortsat over 20.000 danskere, der bærer navnet ifølge Danmarks Statistik.
I Norge er formen "Tove" stærkt aftagende, mens den tidligere ukendte form "Tuva" er blevet populær. 5.414 norske kvinder hedder nu Tuva.
I 2015 dukkede "Tove" pludselig op på listen over populære pigenavne i USA.

## Navnet på runestene
Harald Blåtand giftede sig i slutningen af 900-årene med en vendisk kongedatter ved navn Tove, senere kaldt Tove af Danmark. Hendes far Mistivoj var knees (konge) over obotritterne, en slavisk folkegruppe i Holsten. Tove fik rejst en runesten over sin mor. Den kaldes i dag Sønder Vissing-stenen 1, og indskriften lyder: "Tove lod gøre mindesmærke, Mistivojs datter, Harald den Gode Gormsøns kone, efter sin mor". 
Ved Gunderup Kirke udenfor Ålborg optræder navnet igen, på en runesten fra samme periode med indskrift om, at "Toke rejste disse sten og gjorde disse kumbler efter sin måg [dvs. svigerfar eller svoger ] Abe (Ebbe), en god thegn, og Tove, sin mor. De ligger begge i denne høj. Abe (Ebbe) undte Toke sit gods efter sig."  Thegn betød "en fribåren mand", ofte "stormand", måske i kongens tjeneste. 

## Kendte personer med navnet
- Tove Bang, dansk skuespiller.
- Tove Ditlevsen, dansk forfatter.
- Tove Fergo, dansk politiker og minister.
- Tove Grandjean, dansk skuespiller.
- Tove Hyldgaard, dansk sopran.
- Tove Jansson, finlandssvensk forfatter, tegner og maler.
- Tove Kjarval, dansk forfatter og redaktør.
- Tove Lindbo Larsen, dansk politiker og minister.
- Tove Maës, dansk skuespiller.
- Tove Nielsen, dansk politiker og minister.
- Tove Ólafsson, dansk billedhugger.
- Tove Steines, dansk sanger.
- Birte Tove, dansk skuespiller og sygeplejerske.
- Tove Wisborg, dansk skuespiller.
- Tove Sigvatsdatter - Olav den Hellige var fadder for sin islandske skjald Sigvat Tordssons [10] datter. Kongen gav hende navnet Tove. [11]
- Tove, Valdemar den Stores frille, der fødte ham sønnen Christoffer. [12] Hun skildres i visen Min pige er så lys som rav; men er her fejlagtigt blevet til Valdemar Atterdags frille.

## Navnet anvendt i fiktion
- Kriminalsagen Tove Andersen er en dansk film fra 1953 instrueret af Sven Methling og Aage Wiltrup.
- Så mødes vi hos Tove er en dansk film fra 1946 instrueret af Alice O'Fredericks og Grete Frische.
- Tove er mor til pigen Sofie og en af hovedpersonerne i Jul i Valhal og Guldhornene. Hun spilles af Ann Eleonora Jørgensen.
- Tove er et drama skrevet af Ludvig Holstein. Carl Nielsen har sat musik hertil.
- Prinsesse Tove af Danmark er et digt skrevet af Helge Rode.
- Flere folkeviser nævner om Tove, der ifølge et sagn var Valdemar den Stores elskerinde, bl.a. Valdemar og Tove og måske Tovelilles giftermål.